# Xanthichthys auromarginatus
Il pesce balestra blu dal bordo oro (Xanthichthys auromarginatus (Bennett, 1832)) è un pesce marino appartenente alla famiglia Balistidae.

## Distribuzione e habitat
Questa specie è diffusa nell'Indo-Pacifico, dalle coste africane alla Nuova Caledonia. Abita le barriere coralline e le lagune atollifere spingendosi fino a 150 metri di profondità.

## Descrizione
Xanthichthys auromarginatus presenta i caratteri somatici tipici dei Balistidi: corpo romboidale compresso ai fianchi, becco tagliente, la doppia pinna dorsale, la prima delle quali è una spina erettile robusta e le pinne dorsale e anale simmetriche ed opposte. La pinna caudale è a delta. 

Come gli altri Balistidi è sprovvisto di pinna ventrale (o meglio, è presente, ma modificata e quasi inutilizzabile), ma riesce a raggiungere grandi velocità grazie al moto ondulatorio delle pinne simmetriche. 

Raggiunge una lunghezza massima di 30 cm.

## Biologia

### Alimentazione
Si nutre prevalentemente di zooplancton e di piccoli crostacei.

## Pesca
Nei luoghi d'origine è pescato per l'alimentazione umana.

## Acquariofilia
Come molti altri Balistidi è allevato e commercializzato per acquari marini pubblici e privati.